# Louis de Champsavin
Louis Marie Joseph Le Beschu de Champsavin (Assérac, 24 de noviembre de 1867-Nantes, 20 de diciembre de 1916) fue un jinete francés que compitió en la modalidad de salto ecuestre. Participó en los Juegos Olímpicos de París 1900, obteniendo una medalla de bronce en la prueba individual.

## Palmarés internacional
| Juegos Olímpicos | Juegos Olímpicos | Juegos Olímpicos  | Juegos Olímpicos |
| Año              | Lugar            | Medalla           | Categoría        |
| ---------------- | ---------------- | ----------------- | ---------------- |
| 1900             | París (Francia)  | Medalla de bronce | Individual       |